# Seleção Francesa de Polo Aquático Masculino
A Seleção Francesa de Polo Aquático Masculino representa a França em competições internacionais de polo aquático.

## Títulos
- Jogos Olímpicos (1): 1924